# 高橋生
髙橋 生（たかはし なる、1989年6月4日 - ）は、高知放送のアナウンサー。北海道出身。

## 来歴
北海道石狩南高等学校、北星学園大学経済学部卒業。
大学卒業まで北海道で芸能活動をしており、高校在学時より北海道文化放送のローカルワイド番組『タカアンドトシのどぉーだ!』にレギュラー出演。一代目、どぉーだガールをしていた。大学在学時には歌手活動も行い、2008年9月3日にハドソン・ミュージックエンタテインメントからリリースされた「あきのうた／クリスマスはみんなで」でメジャーデビューする。このほか、日刊スポーツイメージガール、北海道交通安全アドバイザー（2009年）、ノーススタイル・イメージガール（2010年）も歴任した。
2012年に高知放送に入社し、同局のアナウンサーになる。
高知龍馬マラソン2018に挑戦し、20㎞走っている。
2022年
第43回NNSアナウンス大賞を受賞
8月22日、2022年の目標であった運転免許を取得
2023年
1月12日、産休のため、2023年1月分から担当番組を降板
2024年
4月、産休から復帰
なお、高知放送では同年・同月より、公式ホームページのアナウンサー紹介欄を「アナウンサー・キャスター」に変更されているが、高橋生は引き続き同局のアナウンサーとして出演し、テレビ・ラジオ出演時は「高知放送（またはRKC）アナウンサー」として引き続き出演を続けている。

## 出演

### 出演中の番組

#### テレビ番組
- こうちeye（月曜日～水曜日）[注釈 1]
- RKCニュース

#### ラジオ番組
- LUNCHリクエスト（企画ネット番組） - RKCラジオ版パーソナリティ
- RKCニュース

### 過去に出演していた番組

#### テレビ番組
- 「全国好きな嫌いなアナウンサー大賞2019」（日本テレビ）[9][10]
- 「くろしおくんpresents　産振のお時間です。」2021年6月13日[11]
- 「くろしおくんpresents産振のお時間です。２」2022年6月5日[12]
- ビビッとビビる!! ~土佐遺産とエイガヤナイガ!!~　(高知放送)
- タカアンドトシのどぉーだ!（北海道文化放送） - どぉーだガール（アシスタント）
- ごきげん ボニートっ!（高知放送）
- ご当地名物てんこ盛り！四国じまん満喫ドライブ（四国地区NNS加盟4局共同製作番組）[13]
- eye+スーパー（高知放送） - MC、生中継担当

#### ラジオ番組
- 「高知発・まっことうまい！おらんくの寿司自慢」（中四国ライブネット）[14][15]
- 歌のない歌謡曲（月曜日～金曜日、纐纈琴巴に交代）
- こころのたからばこ～『やまもも』おかわり！～（土曜日、RKCラジオ、藤井慎子に交代）
- MARUの時間（FMドラマシティ）
- モーニングシャワー（RKCラジオ）
- 朝の話題（RKCラジオ）